# 上海酷儿影展
上海酷儿影展是中华人民共和国上海市舉辦的一年一度的LGBT电影节，於2017年首次舉辦。首届電影節于2017年9月16日至24日举行。 該電影節其實是由一个志愿者組織開展的非营利性活動，   在一周電影節期間，會有諸如電影放映、聚会、研讨会和讨论等活動。 